# Баллибох

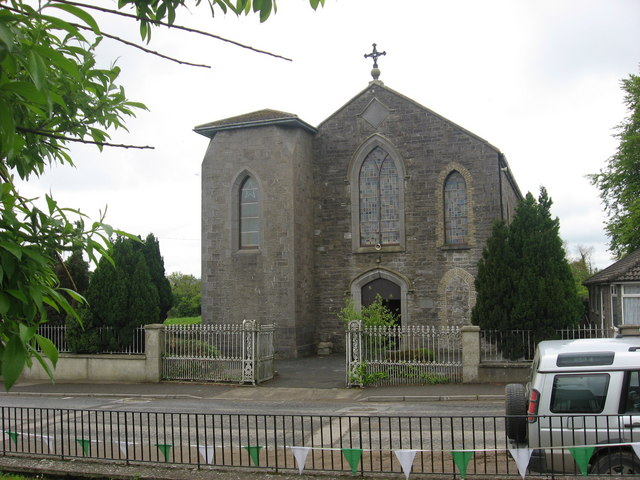
Местная церковь

Баллибох (англ. Ballybough; ирл. An Baile Bocht) — городской район Дублина в Ирландии, находится в административном графстве Дублин (провинция Ленстер). Баллибох расположен между Королевским каналом и рекой Толка.
С давних пор район был приютом разбойников и грабителей. В XVIII веке здесь находилась колония прокажённых. Перестройка местности проходила в XIX веке. В 1900 году в Баллибохе появились маршрутные линии электрического дублинского трамвая.